# Rise Like a Phoenix
 (срп. Дижем се попут Феникса) песма је аустријске драг квин поп „певачице” Кончите Вурст и победник такмичења за Песму Евровизије 2014. године одржаном у данском граду Копенхагену.
Песма је објављена заједно са спотом 18. марта 2014, а презентација исте у програму уживо путем телевизије десила се два три дана касније на аустријској националној телевизији. Службени видео спот за песму има трајање од 3 минуте и 5 секунди.
Аутори песме су Чарли Мејсон, Џои Патулка, Али Зуковски и Јулијан Маас. Песма је поп-балада направљена у стилу песама из филмова о Џејмсу Бонду.
Rise Like a Phoenix је тек друга аустријска песма која је победила на Песми Евровизије, још од 1966. године.

## Издање
| Регион               | Датум          | Формат | Издавач |
| -------------------- | -------------- | ------ | ------- |
| Аустрија             | 18. март 2014. |        |         |
| Европа               | 18. март 2014. |        |         |
| Уједињено Краљевство | 11. мај 2014.  |        |         |